# Musée-réserve de l'État d'art et d'architecture de Vologda
Le musée-réserve de l'État d'histoire de l'art et de l'architecture de Vologda (en russe : ВГИАХМЗ; Вологодский государственный музей-заповедник) est un centre muséal situé dans l'oblast de Vologda consacré à la recherche scientifique, à l'éducation, à la conservation de monuments artistiques, littéraires et autres de la culture ainsi que de la nature.

## Histoire
Le premier musée de Vologda, qui donnera naissance au musée-réserve actuel, s'est ouvert en 1885 dans la maison de Pierre Ier le Grand à Vologda. À l'origine, il exposait des éléments liés à la présence de Pierre le Grand à Vologda de 1692 à 1694. En 1886 s'est ouverte une section consacrée aux icônes, aux sculptures en bois, aux documents écrits. En 1911 s'ouvre la galerie consacrée à la peinture. En 1923, tous les musées de la ville fusionnent et constituent le musée de Vologda.
Actuellement, le musée comprend les complexes de l'ancien Kremlin de Vologda, celui de la cour de l'Archevêque, la cathédrale Sainte-Sophie et quelques filiales sur le territoire de la ville et de la région.

## Collections
Les collections du musée comprenaient 445 917 pièces en 2005.

### Collections particulières
Icônes anciennes exposées au musée de Vologda qui présente des icônes du XIVe siècle de l'école picturale de Vologda :

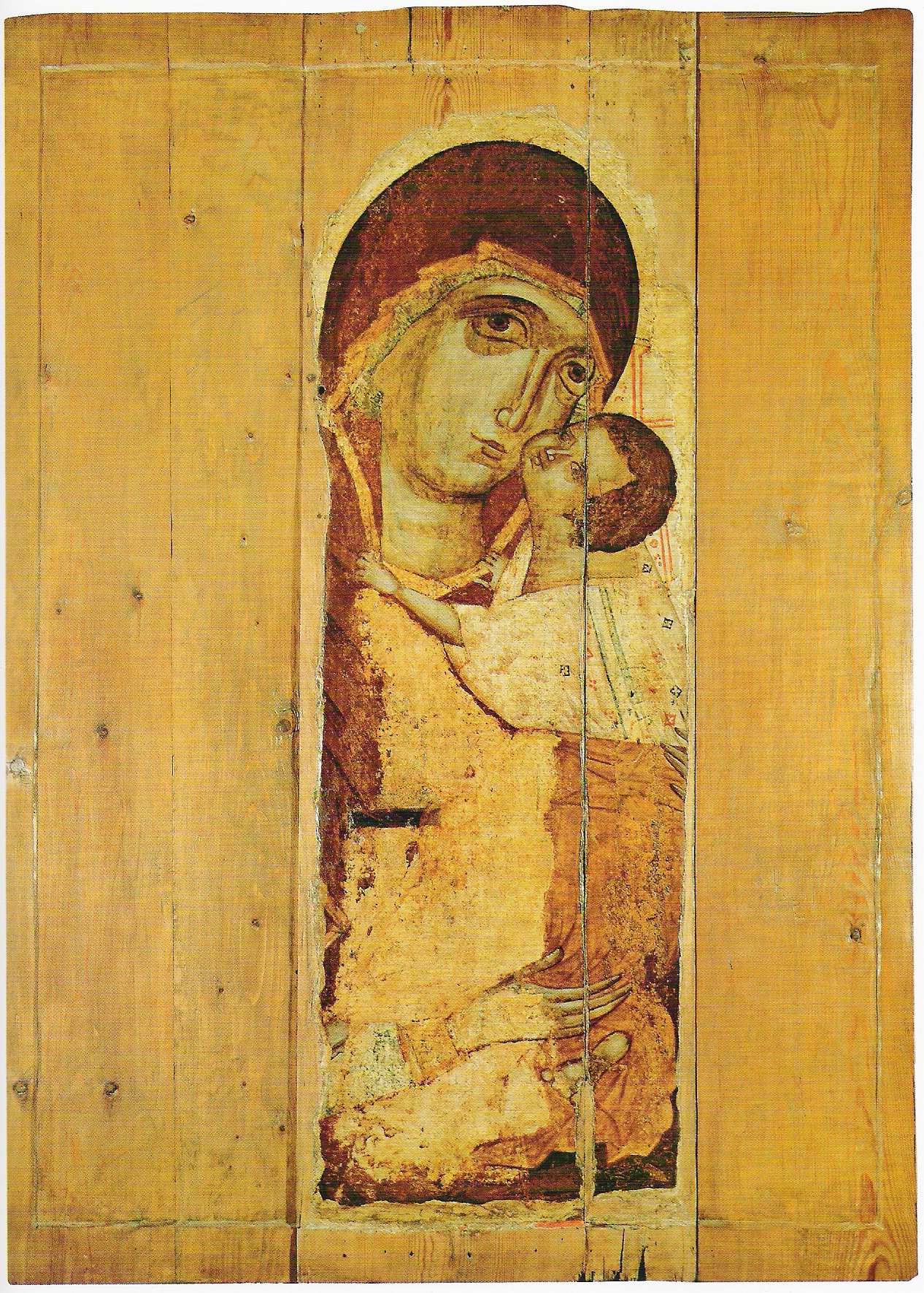
Notre-Dame de tendresse de Koubenskoe. Premier tiers du XIVe.
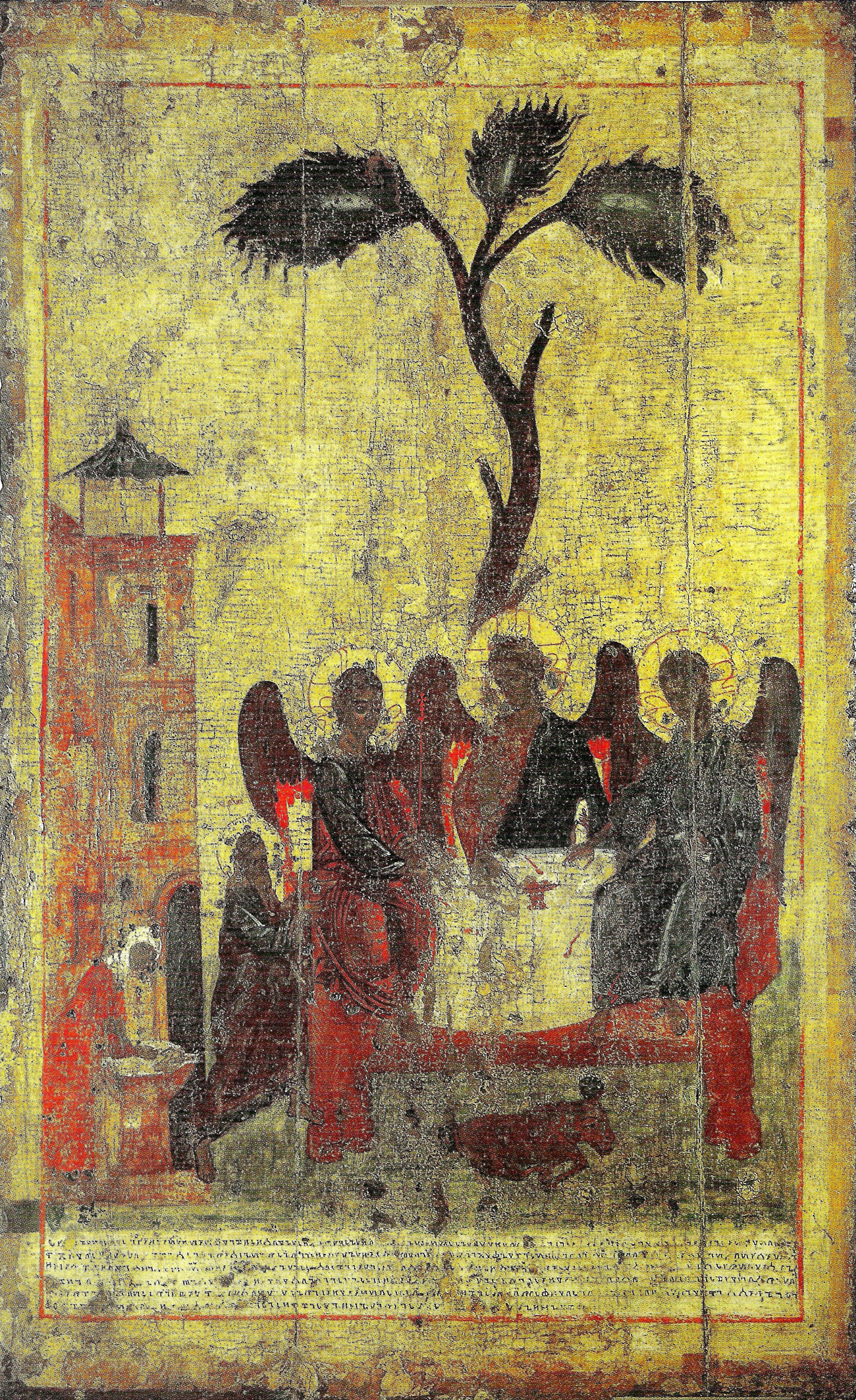
Sainte Trinité Zyrianskaïa, XIVe.
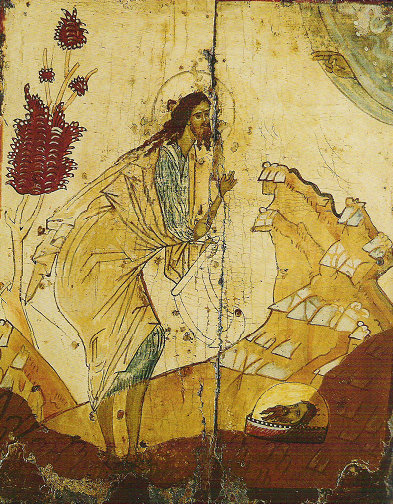
Saint Jean Baptiste (icône), XVe.

### Succursales du musée

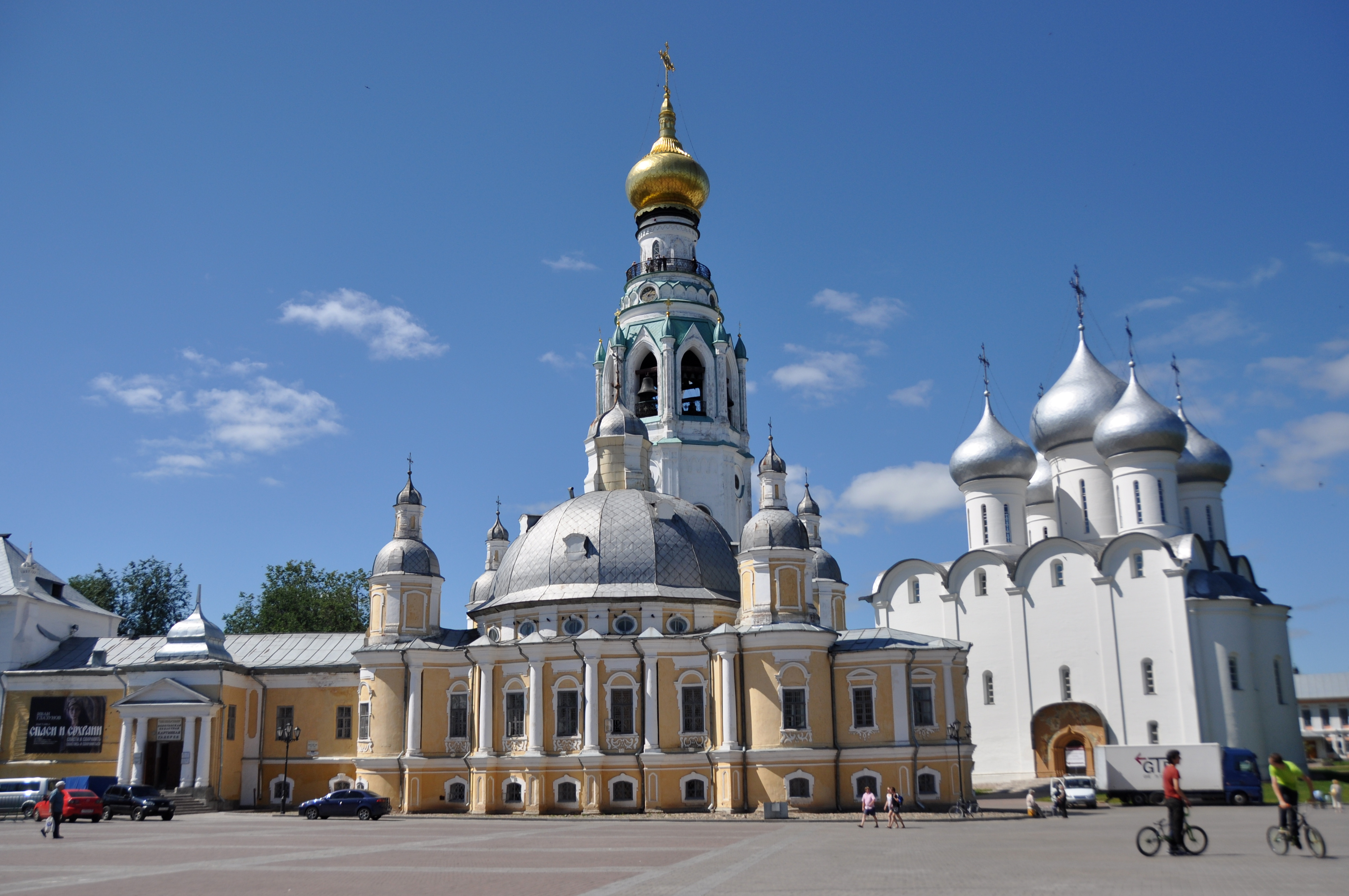
Cathédrale de la Résurrection - Kremlin- Ste Sophie.
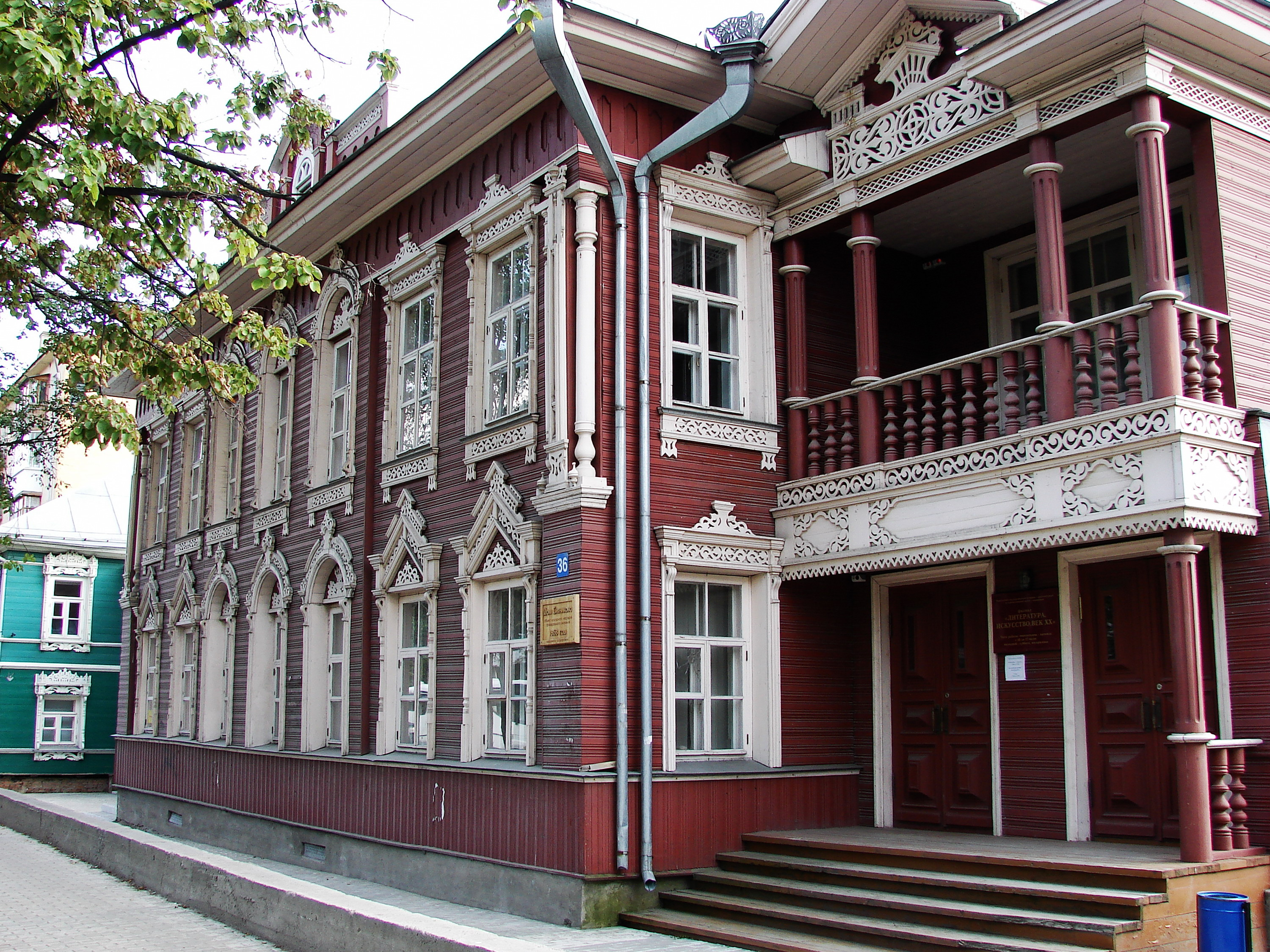
Maison Sitnikov à Vologda, musée de la littérature filiale du musée de l'État
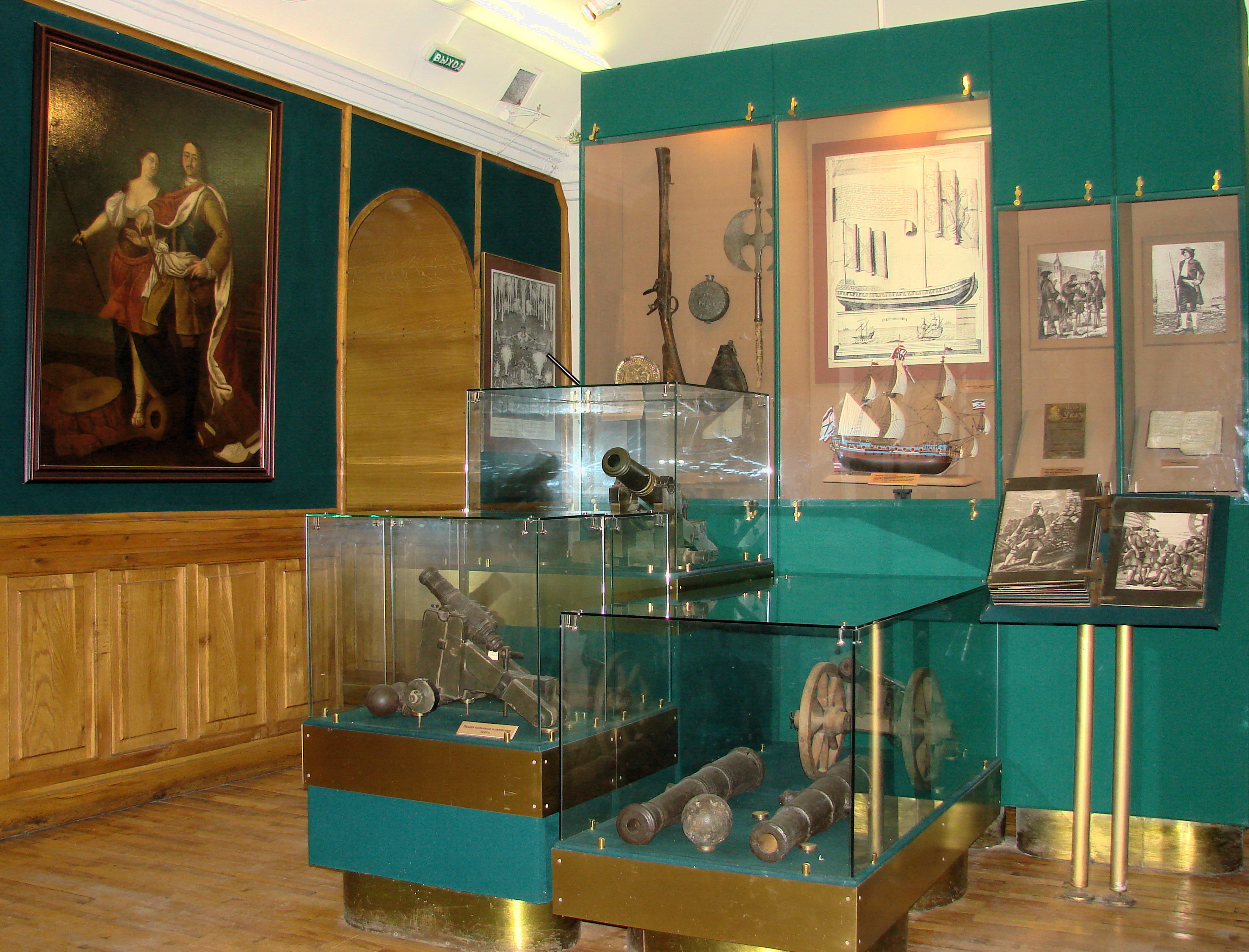
Maison de Pierre Ier le Grand à Vologda

## Source
- (ru) Cet article est partiellement ou en totalité issu de l’article de Wikipédia en russe intitulé « Вологодский музей-заповедник » (voir la liste des auteurs).